# مغسي (المهرة)

تعديل مصدري - تعديل

مغسي هي إحدى قرى مديرية حصوين التابعة لمحافظة المهرة، بلغ تعداد سكانها 127 نسمة حسب تعداد اليمن لعام 2004.